# Discografia di Vanessa Amorosi
La discografia di Vanessa Amorosi, cantautrice australiana, comprende cinque album in studio, due raccolte, due EP e 33 singoli, di cui uno in collaborazione con altri artisti.

## Album

### Album in studio
| Anno | Titolo | Posizione massima | Posizione massima | Posizione massima | Certificazioni                |
| Anno | Titolo | AUS               | GER               | SWI               | Certificazioni                |
| ---- | --- | ----------------- | ----------------- | ----------------- | ----------------------------- |
| 2000 | The Power - Pubblicato: 3 aprile 2000 - Etichetta: BMG - Formati: CD                                                                              | 1                 | 7                 | 15                | - AUS: Platino (4) - GER: Oro |
| 2002 | Change - Pubblicato: 18 novembre 2002 - Etichetta: Universal Music Group - Formati: CD                                                            | —                 | 64                | —                 |                               |
| 2008 | Somewhere in the Real World - Pubblicato: 24 maggio 2008 - Etichetta: Universal Music Group - Formati: CD, download digitale                      | 4                 | —                 | —                 | - AUS: Platino (4)            |
| 2009 | Hazardous - Pubblicato: 6 novembre 2009 - Etichetta: Universal Music Group - Formati: CD, download digitale                                       | 7                 | —                 | —                 | - AUS: Oro                    |
| 2019 | Back to Love - Pubblicato: 8 novembre 2019 - Etichetta: Angel Works Production, Universal Music Group - Formati: CD, download digitale, streaming | 84                | —                 | —                 |                               |
| 2020 | The Blacklisted Collection - Pubblicato: 26 giugno 2020 - Etichetta: Indipendente - Formati: download digitale, streaming                         | 79                | —                 | —                 |                               |

### Raccolte
| Anno | Titolo                                                                                                  | Posizione massima |
| Anno | Titolo                                                                                                  | AUS               |
| ---- | --- | ----------------- |
| 2001 | Turn to Me - Pubblicato: 21 ottobre 2001 - Etichetta: BMG - Formati: CD                                 | 21                |
| 2005 | The Best of Vanessa Amorosi - Pubblicato: 24 novembre 2005 - Etichetta: Rajon Music Group - Formati: CD | —                 |

## Extended play
| Anno | Titolo e dettagli                                                                                     |
| ---- | --- |
| 2021 | Vol. 1 - Pubblicato: 26 marzo 2021 - Etichetta: Indipendente - Formati: download digitale, streaming  |
| 2021 | Vol. 2 - Pubblicato: 11 giugno 2021 - Etichetta: Indipendente - Formati: download digitale, streaming |

## Singoli

### Come artista principale
| 1999                                                                                          | Have a Look                             | 13 | 73 | — | —  | 72 | — | The Power                   |
| 1999                                                                                          | Absolutely Everybody                    | 6  | 5  | 2 | 10 | 8  | 7 | The Power                   |
| 2000                                                                                          | Shine                                   | 4  | 38 | — | —  | 18 | — | The Power                   |
| 2000                                                                                          | The Power                               | 8  | —  | — | —  | —  | — | The Power                   |
| 2000                                                                                          | Every Time I Close My Eyes              | 8  | 23 | — | —  | 72 | — | The Power                   |
| 2001                                                                                          | Champagne, Champagne                    | —  | —  | — | —  | —  | — | Absolument Fabuleux         |
| 2001                                                                                          | Turn to Me                              | 80 | —  | — | —  | —  | — | Turn to Me                  |
| 2002                                                                                          | One Thing Leads 2 Another               | —  | 67 | — | —  | 62 | — | Change                      |
| 2002                                                                                          | Spin (Everybody's Doin' It)             | 34 | —  | — | —  | —  | — | Change                      |
| 2003                                                                                          | True to Yourself                        | —  | 99 | — | —  | —  | — | Change                      |
| 2007                                                                                          | Kiss Your Mama!                         | 15 | —  | — | —  | —  | — | Somewhere in the Real World |
| 2008                                                                                          | Perfect                                 | 4  | —  | — | —  | —  | — | Somewhere in the Real World |
| 2008                                                                                          | The Simple Things (Something Emotional) | 36 | —  | — | —  | —  | — | Somewhere in the Real World |
| 2009                                                                                          | This Is Who I Am                        | 1  | —  | — | —  | —  | — | Hazardous                   |
| 2009                                                                                          | Hazardous                               | 29 | —  | — | —  | —  | — | Hazardous                   |
| 2010                                                                                          | Mr. Mysterious                          | 4  | —  | — | —  | —  | — | Hazardous                   |
| 2010                                                                                          | Off on My Kiss                          | —  | —  | — | —  | —  | — | Hazardous                   |
| 2010                                                                                          | Holiday                                 | 42 | —  | — | —  | —  | — | Hazardous                   |
| 2011                                                                                          | Gossip                                  | —  | —  | — | —  | —  | — | N.D.                        |
| 2011                                                                                          | Amazing                                 | 83 | —  | — | —  | —  | — | N.D.                        |
| 2019                                                                                          | Heavy Lies the Head                     | —  | —  | — | —  | —  | — | Back to Love                |
| 2019                                                                                          | Hello Me                                | —  | —  | — | —  | —  | — | Back to Love                |
| 2020                                                                                          | Lessons of Love                         | —  | —  | — | —  | —  | — | Back to Love                |
| 2020                                                                                          | Coming Down Off You                     | —  | —  | — | —  | —  | — | The Blacklisted Collection  |
| 2020                                                                                          | Sweet Mirage                            | —  | —  | — | —  | —  | — | The Blacklisted Collection  |
| 2020                                                                                          | 15,000 Revs                             | —  | —  | — | —  | —  | — | The Blacklisted Collection  |
| 2020                                                                                          | Isolation                               | —  | —  | — | —  | —  | — | The Blacklisted Collection  |
| 2020                                                                                          | Crazy Jealous                           | —  | —  | — | —  | —  | — | The Blacklisted Collection  |
| 2020                                                                                          | Devil Monster                           | —  | —  | — | —  | —  | — | The Blacklisted Collection  |
| 2020                                                                                          | Make Love Not War                       | —  | —  | — | —  | —  | — | The Blacklisted Collection  |
| 2020                                                                                          | I Don't Know How to Be Happy            | —  | —  | — | —  | —  | — | The Blacklisted Collection  |
| 2020                                                                                          | The Light                               | —  | —  | — | —  | —  | — | The Blacklisted Collection  |
| "—" indica che l'opera non si è classificata o che non è stata pubblicata in quel territorio. |                                         |    |    |   |    |    |   |                             |

### Come artista ospite
| Anno | Titolo                                        | Posizione massima | Album      |
| Anno | Titolo                                        | AUS               | Album      |
| ---- | --------------------------------------------- | ----------------- | ---------- |
| 2009 | The Letter (Hoobastank feat. Vanessa Amorosi) | 38                | For(N)ever |